# 8791 Donyabradshaw
8791 Donyabradshaw è un asteroide della fascia principale. Scoperto nel 1978, presenta un'orbita caratterizzata da un semiasse maggiore pari a 2,6475609 au e da un'eccentricità di 0,2175654, inclinata di 6,74597° rispetto all'eclittica.